# Gel de afeitar

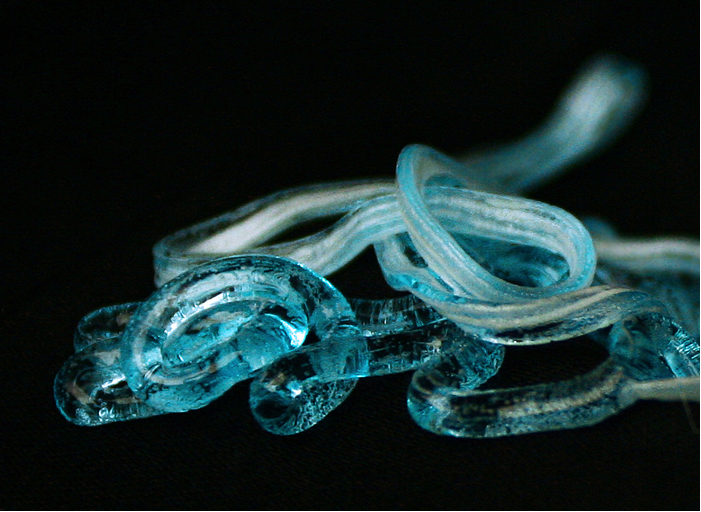

Un gel de afeitar autoespumante es una modificación de las espumas de afeitar tradicionales. Actualmente estos productos se están haciendo muy populares. Su fórmula es semejante a la de una espuma de afeitar diferenciándose de éstas en el sistema de acondicionado. Los geles se envasan en un aerosol que contiene una bolsa de plástico en su interior que impide el contacto de la fórmula jabonosa con el gas propelente. Los geles salen del aerosol como un gel estable. La fórmula del gel incluye un hidrocarburo del tipo isopentano, isobutano, o hexano. Este hidrocarburo en contacto con el calor de la piel (32-35 °C) entra en ebullición transformando el gel en espuma.
Los geles de afeitar son más caros que las espumas pero igual de eficaces que estas.
Además de con jabón de trietanolamina, los geles de afeitar se suelen formular con extractos vegetales e ingredientes activos tales como el bisabolol, acetato de tocoferilo, pantenol y alantoína.